# Меркульево (Брянская область)
Меркульево — деревня в Брянском районе Брянской области, в составе Мичуринского сельского поселения. Расположена в 6 км к западу от посёлка Мичуринский, в 11 км от городской черты Брянска. Население — 706 человек (2010).

## История
Впервые упоминается в 1595 году (под названием Меркурово) как вотчина Свенского монастыря; современное название появилось в 1620-х гг. и окончательно установилось в XVIII веке. В XIX веке — частично во владении Замятиных, Львовых. Входила в приход села Елисеевичи.
В XVII—XVIII вв. входила в состав Подгородного стана Брянского уезда; в середине XIX века — в экономической Супоневской волости; с 1861 по 1924 — в Елисеевской волости (с 1921 — в составе Бежицкого уезда). В 1899 году была открыта церковно-приходская школа.
В 1924—1929 гг. в Бежицкой волости; с 1929 года в Брянском районе.
До 1959 года — центр Меркульевского сельсовета; в 1959—1982 в Хотылёвском, в 1982—1984 в Отрадненском сельсовете.
В деревне родились советский военачальник, генерал-лейтенант Макар Ивашечкин и Герой Советского Союза Николай Мишкин.